# Космология чёрной дыры
Космология чёрной дыры (англ. Black-hole cosmology, другие названия — «космология Шварцшильда», «космологическая модель „чёрная дыра“») — космологическая модель, согласно которой наблюдаемая Вселенная (или метагалактика) находится внутри чёрной дыры. Такие модели были предложены в 1972 году индийским физиком-теоретиком Раджем Патриа и одновременно — британским математиком Ирвином Гудом.

## История
Расширение Вселенной было обнаружено Э.Хабблом, что повлекло за собой появление самой концепции Большого взрыва. Понятие «Большого взрыва» было создано популяризаторами науки из математических формул, но не очень удачно. Искусственность такой картины в том, что взрыв, большой он или маленький, — это вид со стороны, но если речь идет о всей Вселенной, вид со стороны исключается. К тому же расширение Вселенной должно тормозиться гравитацией, а этого обнаружено не было.
Главные проблемы появились в конце XX века, с первыми признаками того, что Вселенная не просто расширяется, а расширяется с ускорением. Это было доказано окончательно разными независимыми методами в начале 2000-х. Единственное явление природы, где происходит ускорение — падение в поле гравитации. При падении в чёрную дыру вещество проходит фазу сжатия и исчезает за горизонтом событий для внешнего наблюдателя. Но в системе отсчета, которая падает в чёрную дыру, процесс продолжается бесконечно. Пространство внутри чёрной дыры за горизонтом событий начинает расширяться и в какой-то момент плотная материя начинает пропускать излучение. Как видно, это ничем не отличается от описания Большого взрыва, но не имеет мучительного вопроса — что было до «момента ноль».
Согласно версии, первоначально предложенной Патриа и Гудом и развитой далее, в частности, Никодимом Поплавски, наблюдаемая Вселенная есть не что иное, как внутренность чёрной дыры, находящейся внутри некоей ещё большей вселенной, или мультивселенной.
Любая подобная модель требует, чтобы радиус Хаббла наблюдаемой Вселенной равнялся её радиусу Шварцшильда. По имеющимся в настоящее время данным, эти величины действительно близки, но большинство космологов считают это простым совпадением.
Согласно общей теории относительности, чёрная дыра Шварцшильда формируется в результате гравитационного коллапса тела достаточной массы. Однако в теории гравитации Эйнштейна — Картана гравитационный коллапс образует так называемый мост Эйнштейна — Розена, или «кротовую нору» — особенность пространства-времени, представляющую собой в каждый момент времени «туннель» в пространстве. «Кротовые норы» и чёрные дыры Шварцшильда представляют собой математически различные решения общей теории относительности и теории Эйнштейна — Картана. Однако для удаленных наблюдателей оба решения для объектов с одинаковой массой неразличимы. Теория Эйнштейна — Картана расширяет общую теорию относительности путём отмены ограничений симметрии аффинной связности и рассматривает антисимметричную часть, тензор вращения, как динамическую переменную. Вращение рассчитывается как квантовомеханический эффект, собственный момент количества движения (спин) материи. Минимальная связь между вращением и спинорами Дирака порождает отталкивающее спин-спиновое взаимодействие, которое играет большую роль в фермионной материи при очень высоких плотностях. Такое взаимодействие предотвращает образование гравитационной сингулярности. Вместо этого коллапсирующая материя достигает огромной, но конечной плотности и «отскакивает», образуя другую сторону моста Эйнштейна — Розена, которая растёт в качестве новой вселенной. Таким образом, Большой Взрыв был несингулярным Большим отскоком, при котором Вселенная имела конечный размер.
Согласно версии, предложенной Ниайешем Афшорди, астрофизиком из Института теоретической физики «Периметр» (Канада), наша Вселенная является трёхмерной браной, получившейся в результате коллапса четырёхмерной звезды в четырёхмерную чёрную дыру.